# 纬四路 (郑州)
纬四路是河南省郑州市金水区的一条道路，西起花园路，西至郑东新区商务外环路。

## 历史
纬四路始建于1955年12月，时为砾石路面，1956年命名，1965年翻修为柏油路面。2000年时部分路面拓宽至15米。
纬四路西段原为纬四路集贸市场，为小商品兼农副产品的综合交易市场。根据郑州市政府还路工程规划，该市场于1998年2月和2000年1月分两期拆除。
2014年11月30日，纬四路下穿中州大道隧道通车，纬四路向东连接郑东新区的商务外环路，成为连接郑州老城区与郑东新区的一条主要道路。